# Joaquim Miguel Artal
Joaquim Miguel i Artal (Barcelona, 12 de juliol de 1884 - Ceuta, 29 de novembre de 1909) fou un anarquista i magnicida català.

## Orígens
Joaquim Miguel va néixer al Carrer d'en Gignàs de Barcelona, fill del barber Joaquim Miguel, natural de Reus i fill de pares desconeguts, i de Conrada Artal i Romeo, natural de Comabella (Sant Guim de la Plana). Va ser inscrit amb els noms propis de Joaquim, Josep, Ramon i Fermí. Fou nebot de un militar, Josep Artal i Romeo, com va indicar la premsa de l'època arran de l'atemptat que Joaquim Miguel i Artal va cometre contra el president del Consell de Ministres Antoni Maura i Montaner.
Els seus pares van morir quan Joaquim era encara un nen, i tant Joaquim com la seva germana Pilar foren educats al Col·legi dels Infants Orfes de Barcelona. Joaquim va fer d'escolà en un convent de monges franciscanes de Badalona. Va treballar com a tallador de fusta amb l'escultor Joan Nadal i Vilardaga i va llegir Lev Tolstoi. Va ingressar al Centre d'Estudis Socials del Carrer Tallers de Barcelona, on conegué Francisco Miranda, Oriols i Carrera.

## Magnicidi
El 12 d'abril de 1904, impressionat per les notícies de tortures als pagesos d'Alcalá del Valle (Província de Cadis), decidí atemptar contra el president del Consell de Ministres Antoni Maura i Montaner, de visita a Barcelona. El va apunyalar amb un ganivet de cuina quan anava en cotxe descobert davant la Basílica de la Mercè, ferint-lo lleument, tot cridant Visca l'Anarquia!. Fou detingut mentre s'escapolia pel carrer Serra. La policia va escorcollar el seu domicili i va trobar exemplars de La Publicidad, El Diluvio i El Pueblo, on hi havia un article de Vicente Blasco Ibáñez on anomenava Maura carn d'Angiolillo.
Els motius de l'atemptat els va explicar en l'article A los anarquistas, publicat al periòdic llibertari El Rebelde de Madrid el 28 de juliol de 1904, afirmant que ho havia fet perquè Maura «personificava la més altra representació del principi d'autoritat».
Fou jutjat a l'Audiència de Barcelona l'11 de juny de 1904, on va declarar que actuà sense còmplices, i fou condemnat a 17 anys i quatre mesos de presó. Fou enviat a complir la condemna al penal de Ceuta, d'on va intentar escapar-se diverses vegades, i en alguna d'elles resultà ferit. El 13 de març de 1907 va ser jutjat novament per l'Audiència de Barcelona per un delicte d'impremta i acusat d'incitació a la rebel·lió. Va morir a l'hospital del presidi de Ceuta el 29 de novembre de 1909.
En 1913 l'antic anarquista i confident de la policia Constant Leroy va publicar el libel Los secretos del anarquismo, on afirmava sense cap fonament que l'atemptat fou organitzar per Francesc Ferrer i Guàrdia i Francisco Miranda amb la concomitància d'Anselmo Lorenzo Asperilla.